# موستک (منطقه تروتنوف)
موستک (به چکی: Mostek) یک منطقهٔ مسکونی در جمهوری چک است که در منطقه تروتنوف واقع شده‌است.